# Terrorisme au Japon
Le Japon n'est pas épargné par des mouvements de violence et de terrorisme qui existent sous trois formes principales : la violence politique exercée par des groupes terroristes d'extrême-gauche ou d'extrême droite, la violence au nom d'un idéal religieux, et la violence criminelle dont est responsable toute une nébuleuse de gangs mafieux.

## Attentats notables

### Personnes ou organisations d'extrême-gauche
- 30 août 1974 : attentat à la bombe contre le siège de Mitsubishi Heavy Industries par le Front Armé Anti-Japonais d’Asie du Sud, 8 morts, 376 blessés.
- Série d'attentats contre des bâtiments appartenant à des grandes compagnies par l'Armée rouge japonaise (Armée rouge unifiée). 5 morts, 20 blessés.
- Novembre 1990 : attentat à la bombe dans un dortoir de la police, par le groupe Kakurokyo. 1 mort, 6 blessés.

### Personnes ou organisations d'extrême-droite
- 18 octobre 1889 : attentat à la bombe contre Shigenobu Okuma, alors ministre des affaires étrangères[1].
- 4 novembre 1921 : assassinat du Premier Ministre Hara Takashi[2].
- 1932 : assassinat de Junnosuke Inoue, Dan Takuma et Inukai Tsuyoshi par des membres de la Ligue du Sang
- 14 juillet 1960 : tentative d'assassinat du Premier Ministre Nobusuke Kishi[3].
- 12 octobre 1960 : assassinat d'Inejiro Asanuma, président du Parti socialiste japonais lors d'un débat public télévisé
- 23 mars 1976 : tentative d'assassinat par avion kamikaze contre Yoshio Kodama[4].
- 4 mars 1977 : prise d'otages du Keidanren par des membres du Tatenokai
- 21 octobre 1993 : prise d'otages au journal Asahi Shinbun[5].
- Entre novembre 2002 et décembre 2003 : 23 actes terroristes organisés par l'Armée des volontaires pour punir les traitres[6]
- 15 aout 2006 : incendie criminel contre la maison et le bureau du député Kōichi Katō (en) par un activiste d'extrême droite[7].
- 4 octobre 2009 : dégradations de l'école primaire coréenne de Kyoto et attaques des élèves et adultes présents par le Zaitokukai[8].
- 22 mai 2021 : incendie criminel d'une école coréenne et d'habitations d'un quartier coréen à Uji par un activiste d'extrême droite[9].

### Organisations ou motifs religieux
- 4 novembre 1989 : Meurtre de la famille Sakamoto (en) par la secte Aum Shinrikyō. 3 morts.
- Nuit du 27 au 28 juin 1994 : attentat au gaz sarin dans la ville de Matsumoto. 8 morts, 200 blessés.
- 20 mars 1995 : attentat au sarin dans le métro de Tokyo par la secte Aum Shinrikyō. 12 morts, 5500 blessés.
- 8 juillet 2022 : attentat et assassinat contre l'ex-premier Ministre japonais Shinzō Abe pour ses liens avec la secte Moon, 1 mort

### Autres
- 15 juillet 1963 : attentat à la bombe à la station Kyōbashi à Tokyo, signée « Sōka Jirō » qui revendique 8 autres événements entre 1962 et 1963. 10 blessés.
- 8 juin 2001 : massacre de l'école d'Ikeda (attaque au couteau en école primaire). 8 morts, 15 blessés.
- 25 octobre 2002 : assassinat du député Kōki Ishii (en) par un membre du Yamaguchi-gumi.
- 8 juin 2008 : massacre d'Akihabara (attaque au camion-bélier sur un passage piéton puis attaques au couteau). 7 morts, 10 blessés.
- 26 juillet 2016 : massacre de Sagamihara visant des personnes en situation de handicap. 19 morts, 25 blessés
- 9 juin 2018 : attaque au couteau et à la hachette dans un shinkansen. 1 mort, 2 blessés[10].
- 28 mai 2019 : attaque au couteau à proximité d'une école. 2 morts, 16 blessés[11].
- 6 aout 2021 : attaque au couteau (en)dans un train de la ligne Odakyu à Tokyo. 10 blessés[12].
- 31 octobre 2021 : Attentat du 31 octobre 2021 à Tokyo dans un train de la ligne Keio à Tokyo. 17 personnes sont blessés, dont une grièvement[13].

## Les Groupes terroristes au Japon

### Groupes terroristes politiques
- Groupe d'extrême-gauche
  - Armée rouge japonaise, fondé en 1971, 30 morts, 110 blessés
  - Kakurōkyō, fondé en 1969, 9 morts (8 membres assassinés), 7 blessés
  - Chukaku-Ha, fondé en 1957, quelques actions.
  - Armée révolutionnaire, apparu en 2000

- Groupe d'extrême-droite
  - Kenkoku Giyugun Kokuzoku Seibatsutai, fondé en 2002, arrêté en 2003, 23 actions.
  - Zaitokukai[14]

### Groupe terroriste religieux
- Aum Shinrikyō fondée en 1984 et qui  fait 23 morts et 6 300 blessés

### Groupe terrorisme Anti-Impérialiste
- Front Armé Anti-Japonais d’Asie du Sud, actif en 1974, 8 morts, 376 blessés[15].